# Wapen van Reimerswaal

Wapen van Reimerswaal

Het wapen van Reimerswaal is op 13 februari 1970 naar aanleiding van een gemeentelijke herindeling  per koninklijk besluit aan de gemeente Reimerswaal toegekend. De gemeente Reimerswaal ontstond in 1970 uit de samenvoeging van de gemeentes Krabbendijke, Kruiningen, Rilland-Bath, Waarde en Yerseke en is genoemd naar de middeleeuwse stad Reimerswaal die ten noorden van de huidige gemeente lag, op het Verdronken Land van Zuid-Beveland, ook wel Verdronken land van Reimerswaal genoemd.

## Geschiedenis

Heerlijkheidswapen uit 1696

Het wapen is afgeleid van het wapen van de oude stad waaraan de gemeente haar naam ontleent. Dit wapen was al in 1416 in gebruik.

## Blazoen
De beschrijving van het wapen van de gemeente Reimerswaal luidt als volgt:
In keel een zwaard van zilver met gevest van goud; een verbreed gevierendeeld schildhoofd : I en IV schuinsrechts spitsgeruit van zilver en azuur; II en III opnieuw gevierendeeld met in a en d in goud een gaande leeuw van sabel, getongd en genageld van keel en in b en c in goud een gaande leeuw van keel, getongd en genageld van azuur. Het schild gedekt door een gouden kroon van 3 bladeren en 2 parels
N.B.:
- De heraldische kleuren in het wapen zijn keel (rood), goud (geel), sabel (zwart), zilver (wit) en azuur (blauw).
- In de heraldiek zijn links en rechts gezien van achter het wapen; voor de toeschouwer zijn deze dus verwisseld.

## Wapens van opgeheven gemeenten
Op 17 december 2002 heeft de gemeenteraad besloten de oude gemeentewapens in ere te herstellen als dorpswapens, met uitzondering van de wapens van Maire en Nieuwlande. Rilland en Bath kregen hun oude wapens terug, terwijl voor Hansweert een nieuw wapen werd ontworpen.

### Dorpswapens binnen de gemeente Reimerswaal

Het wapen van Bath
Het wapen van Hansweert
Het wapen van Krabbendijke
Het wapen van Kruiningen
het wapen van Rilland
Het wapen van Waarde
Het wapen van Yerseke